# Michele Canini
Michele Canini, född 5 juni 1985, är en italiensk fotbollsspelare.
I juni 2005 blev han uttagen i Italiens trupp till U20-världsmästerskapet 2005.